# Імені Балуана Шолака (Буландинський район)
імені Балуа́на Шола́ка (каз. Балуан Шолақ атындағы) — село у складі Буландинського району Акмолинської області Казахстану. Входить до складу Капітоновського сільського округу.
Населення — 29 осіб (2021; 67 у 2009, 139 у 1999, 193 у 1989).
Національний склад станом на 1989 рік:
- казахи — 100 %.

До 1993 року село називалось Єркендик, Єркіндик, Єркіндік.